# Ectropothecium strephomischos
Ectropothecium strephomischos là một loài Rêu trong họ Hypnaceae. Loài này được (Welw. & Duby) A. Gepp mô tả khoa học đầu tiên năm 1901.